# Coelogyne suaveolens
Coelogyne suaveolens är en orkidéart som först beskrevs av John Lindley och som fick sitt nu gällande namn av Joseph Dalton Hooker.
Coelogyne suaveolens ingår i släktet Coelogyne och familjen orkidéer. Inga underarter finns listade i Catalogue of Life.